# Литл-Канада (город, Миннесота)
Литл-Канада (англ. Little Canada) — город в округе Рамси, штат Миннесота, США. На площади 11,6 км² (10,3 км² — суша, 1,2 км² — вода), согласно переписи 2002 года, проживают 9771 человек. Плотность населения составляет 944,3 чел./км².
- Телефонный код города — 651
- Почтовый индекс — 55109, 55117
- FIPS-код города — 27-37502[1]
- GNIS-идентификатор — 0646773[2]